# Potorous tridactylus
El canguro rata de hocico largo (Potorous tridactylus)  es una especie de mamífero marsupial de la familia Potoroidae endémica de Australia. Está considerada como una especie amenazada en el estado de Victoria (Flora Fauna Guarantee Act 1988) y vulnerable en el estado de Queensland (Nature Conservation Act 1992) y en todo el país (Environment Protection and Biodiversity Conservation Act 1999), aunque la UICN la lista como en riesgo mínimo.
A primera vista el canguro rata de hocico largo tiene la nariz puntiaguda y pelo gris-marrón, se parece mucho a un bandicut, porque salta lejos con sus patas delanteras metida en su pecho, revelando su estrecha relación con la familia de los canguros. Es solo un pequeño marsupial con una longitud entre 340 mm y 380 mm, y una longitud de la cola de 150 mm a 240 mm.
Como se ve raramente en la naturaleza, los mejores indicadores de su presencia son las pistas que hace a través de la maleza y los huecos de las excavaciones que hace cuando se alimenta de raíces subterráneas y hongos.

## Hábitat y distribución

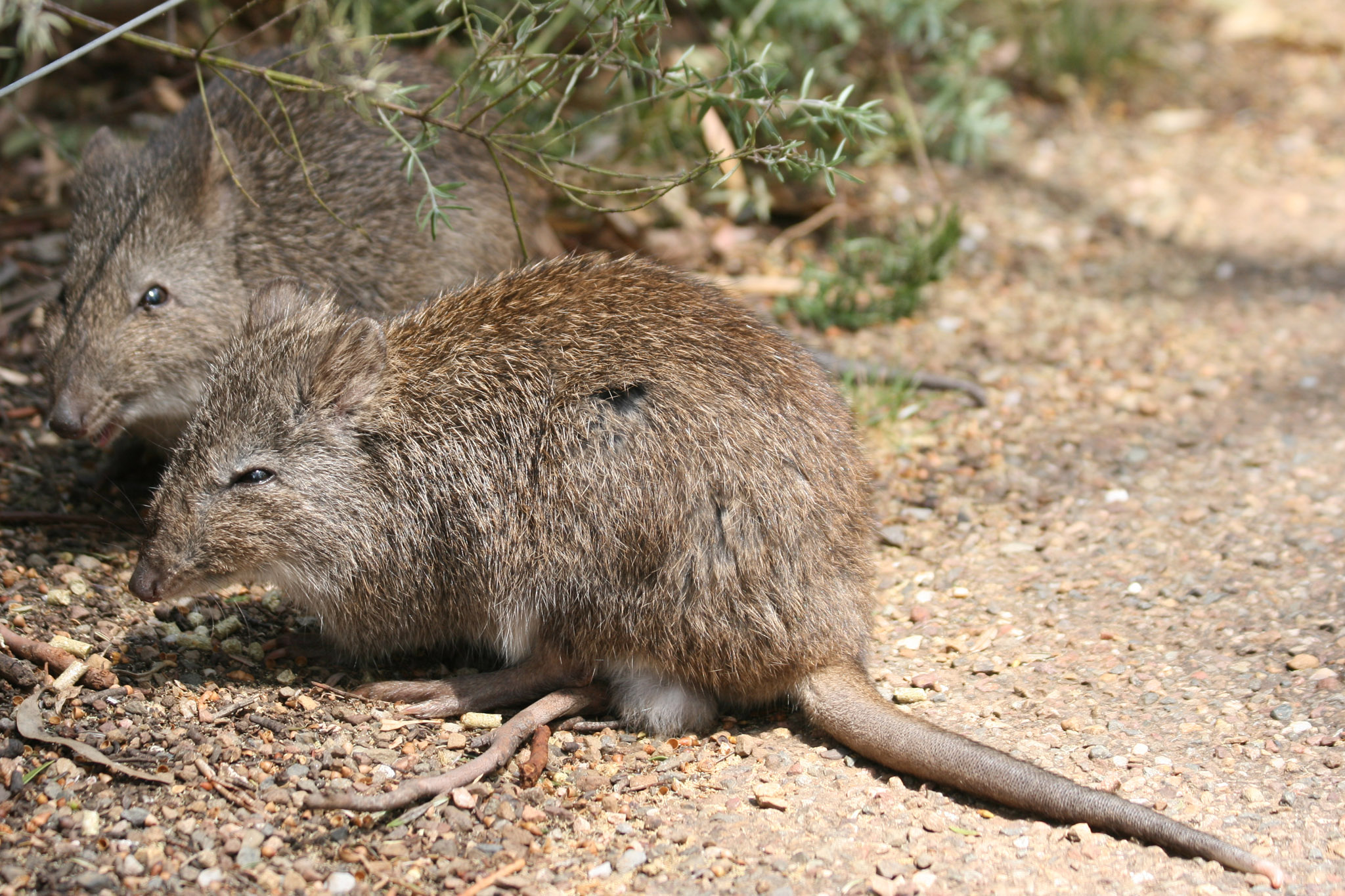
Se puede apreciar el largo hocico.

Esta especie se distribuye a través de una amplia gama de tipos de vegetación de bosque húmedo subtropical templado y cálido a través de bosque alto abierto con sotobosque denso a denso brezales costeros. Su principal requisito es espesa cubierta vegetal, lo que se necesita para la protección y el material de nidificación. También se prefiere suelos ligeros, fáciles de excavar en las raíces bajo tierra y hongos que se come.
Tiene una distribución desigual entre el sureste de Australia y solo se conoce de una pequeña área del sur de Queensland, que se extiende hacia el norte de Nueva Gales del Sur y en el sur de Victoria. Sus huesos han sido encontrados en varios yacimientos rupestres que indican que fue una vez más extendida de lo que es hoy.

## Historia de vida y comportamiento
El canguro rata de hocico largo es el gasto nocturna gran parte de su tiempo en el refugio de la vegetación del sotobosque. Utiliza garras largas y curvadas en sus patas delanteras para desenterrar su comida. Se alimenta de cuerpos fructíferos de los hongos subterráneos, raíces, frutas, flores, semillas e insectos y sus larvas.
Debido a que come hongos, se propaga esporas de hongos en sus excrementos. Algunos de estos hongos crecen en las raíces de las plantas nativas y ayudar a la planta a la absorción de los nutrientes del suelo.
Son presa de los dingos, lechuzas, perros y gatos asilvestrados y zorros.

## Procesos de amenaza
El canguro rata de hocico largo fue uno de los primeros marsupiales ser descritos por los colonos europeos. Lamentablemente, estos primeros encuentros con esta especie son el resultado de la propagación de los asentamientos humanos, lo que ha llevado a la tala de gran parte de su hábitat por el pastoreo y otros usos del suelo. Esto también ha expuesto potoroos a una gama de depredadores introducidos como los gatos y zorros.
El patrón de quema en áreas de hábitat remanente también ha cambiado, con los incendios más graves y más frecuentes que crean un sotobosque ralo que ofrece poca protección para los mamíferos pequeños como el potoroo.

## Acciones de recuperación
Se realiza un seguimiento continuo del canguro rata de hocico largo, mientras que un plan de recuperación está siendo preparado para esta especie.